# Sochy a města
Sochy a města je česká databáze uměleckých děl ve veřejném prostoru z let 1945–1989. Zahrnuje celou Českou republiku, je vybavena mapou, fotografiemi, dokumenty a dalšími informacemi. Zpřístupněna veřejnosti byla 24. října 2019.

## Cíle projektu
Databáze vznikla v rámci projektu "České umění 50. – 80. let 20. století ve veřejném prostoru: evidence, průzkumy a restaurování", na kterém v letech 2016–2019 spolupracovala Fakulta restaurování Univerzity Pardubice a Ústav chemické technologie restaurování památek Vysoké školy chemicko-technologické v Praze za podpory Ministerstva kultury. Jeho cílem bylo vytvořit praktické nástroje pro efektivní péči o poválečná umělecká díla ve veřejném prostoru, která patří do nejohroženější skupiny nemovitého kulturního dědictví, a to s ohledem na jejich identifikaci, evidenci, systematickou záchranu a péči.

#### Odborná mapová databáze
Odborná mapová databáze děl byla jedním z hlavních výstupů projektu coby zdroj informací o autorství, dataci, výtvarných kvalitách, autenticitě, vlastnictví ad. Veřejně přístupná data, ověřená v dobových pramenech, slouží i jako podpora při prohlašování uměleckých děl za nemovité kulturní památky.

#### Restaurování
Projekt dále zahrnoval výzkum a restaurování tří okruhů děl, která jsou v 50. – 80. let 20. století hojné: sgrafito, betonové a laminátové plastiky. Na jejich základě vznikly metodiky zahrnující komplexní pohled na vymezené oblasti výzkumu a restaurování a památkové postupy, které se vážou na úžeji vymezenou problematiku obnovy konkrétních uměleckých děl.
Monografie
Symbolickým završením projektu se stala knižní monografie "Sochy a města - Morava. Výtvarné umění ve veřejném prostoru 1945–1989“ (Zuzana Křenková, Vladislava Říhová, Michaela Čadilová edd.). Publikace obsahuje úvodní syntetické kapitoly s celorepublikovým přesahem věnující se dokumentaci umění ve veřejném prostoru, politické kontrole, systému financování a schvalování děl a jejich současné ochraně. Další texty se soustředí na jednotlivé regiony, významná umělecká centra a osobnosti. Katalogová část s fotografiemi vybraných děl obsahuje 505 hesel rozdělených podle současných krajů.

## Druhá fáze – Sochy a města II
Druhá etapa projektu probíhá v letech 2023–2027, a to opět ve spolupráci Fakulty restaurování Univerzity Pardubice a Vysoké školy chemicko-technologické v Praze v rámci Programu NAKI III – programu na podporu aplikovaného výzkumu v oblasti národní a kulturní identity Ministerstva kultury České republiky. Výzkum se soustředí na interiérová umělecká díla 50. – 80. let 20. století v České republice a inovativní techniky a materiály v poválečném umění do veřejného prostoru, která budou veřejnosti zprostředkována opět formou databáze.